# داستان پست-مدرنیسم
داستان پست-مدرنیسم (به انگلیسی: The Story of Post-Modernism)آخرین کتاب مورخ و نظریه‌پرداز انگلیسی چارلز جنکس است که در سال ۲۰۱۱ منتشر شده. این کتاب بیشتر به تاریخ پست-مدرنیسم و به خصوص هنر و معماری پست-مدرن طی پنج دهه گذشته می‌پردازد. اهمیت این کتاب بدین جهت است که از زبان یکی از شاخصترین مورخین پست مدرن نگاشته شده‌است.
چارلز جنکس در این کتاب عنوان می‌کند که از زمان ورود به هزاره جدید، جنبش پست-مدرنیسم، دچار تولد دوباره شده و این تولد دوباره لازم به مطالعه است.
این بیوگرافی جامع از زندگی و تولد پست-مدرنیسم که آخرین نوشتار انتقادی جنکس در این موضوع محسوب می‌شود. خواننده را در نوعی عدم قطعیت رها می‌کند که آیا مرگ آن شخصیت محوری جنبش پست-مدرنیسم فرارسیده است یا خیر. او در اینجا بررسی انتقادی در این مورد ارائه می‌دهد که نمودهای معاصر پست-مدرنیسم در معماری چه چیزهایی می‌توانند باشند.
علاوه بر اینها، کتاب در نوع خود پر از تصویرها و تصویرسازی‌های دست اول است و بخش عمده تصاویر کتاب حاصل عکاسی‌های خود چارلز جنکز در پروژه‌های مختلف است.

## خلاصه
چارلز جنکز این کتاب را در پنج بخش تدوین کرده‌است:
1. طوفان مهیب پست-مدرنیسم
2. در جستجوی تفاوت، به دنبال نقاط مشترک
3. به سوی مدرنیستی انتقادی
4. پیچیدگی و شیوه‌های تزئینی موجود در طبیعت
5. آینده شمایل‌های کیهانی

و در مقدمه این پنج بخش مقدمه ای تحت عنوان "تجدید حیات پست-مدرنیسم؟" را آورده و در در بخش‌هایی از این مقدمه می‌نویسد:
"یک ساختمان نوعاً پست-مدرن چیست؟ ساختمانی که خاستگاه‌های متفاوتی دارد، ساختمانی که دوره‌های متضاد (گذشته، حال و آینده) را با هم درمی‌آمیزد تا به مینیاتوری از "زمان-شهر" برسد. این ساختمانی است مبتنی بر کدهای چندگانه."
جنکز در این کتاب با گذار از شاخه‌های مختلف پست-مدرنیسم طی چند دهه گذشته تلاش دارد کاری کند که تعریف دیگران از پست-مدرنیسم گسترده‌تر شود طوریکه حتی با تعریف او آثار معمار ستاره‌هایی که اغلب تحت عنوان تکثرگرایی تعریف می‌شوند را او تحت عنوان پست-مدرنیسم قرار می‌دهد.

## ترجمه به فارسی
این کتاب را احسان حنیف به فارسی برگردانده و نشر کتاب فکرنو آن را منتشر کرده‌است.